# Takahisa Nishiyama
Takahisa Nishiyama (japanisch 西山 貴永 Nishiyama Takahisa; * 11. Juli 1985 in der Präfektur Miyagi) ist ein ehemaliger japanischer Fußballspieler.

## Karriere
Nishiyama erlernte das Fußballspielen in der Jugendmannschaft von Sanfrecce Hiroshima. Seinen ersten Vertrag unterschrieb er 2004 bei Kawasaki Frontale. Der Verein spielte in der zweithöchsten Liga des Landes, der J2 League. 2005 wurde er mit dem Verein Meister der J2 League und stieg in die J1 League auf. 2006 wurde er mit dem Verein Vizemeister der J1 League. Für den Verein absolvierte er sechs Erstligaspiele. 2007 wechselte er zum Ligakonkurrenten Yokohama FC. Für den Verein absolvierte er 10 Erstligaspiele. 2008 wechselte er zum Zweitligisten Vegalta Sendai. Für den Verein absolvierte er acht Ligaspiele. Danach spielte er bei Fujieda MYFC. Ende 2015 beendete er seine Karriere als Fußballspieler.

## Erfolge
Kawasaki Frontale
- J1 League

Vizemeister: 2006
- J.League Cup

Finalist: 2007